# Hans Henschke
Hans Walter Karl Henschke (* 22. Mai 1908 in Angermünde; † 12. Juni 1987 in Hannover) war ein deutscher Jurist und Oberregierungsrat, Gestapo-Beamter und SS-Führer, der zur Zeit des Nationalsozialismus die Staatspolizeileitstellen Kiel und Düsseldorf leitete. Während des Zweiten Weltkrieges war er stellvertretender Befehlshaber der Sicherheitspolizei und des SD in Paris und als Angehöriger des Sonderkommandos 1b der Einsatzgruppe A in der Sowjetunion am Holocaust beteiligt.

## Frühe Jahre
Henschke, dessen Vater Postinspektor war, absolvierte nach dem Schulbesuch ein Studium der Rechtswissenschaft an den Universitäten Berlin und Königsberg. Nachdem er das erste juristische Staatsexamen bestanden hatte, war er Assessor am Amtsgericht Landsberg an der Warthe und trat nach dem zweiten juristischen Staatsexamen in den Polizeidienst bei der Gestapo ein. Anschließend war er bei den Dienststellen der Gestapo in Münster, Berlin, Dessau sowie Königsberg tätig und wurde Stellvertreter des Leiters der Staatspolizeileitstelle Königsberg.
Politisch betätigte sich Henschke bereits in den 1920er Jahren u. a. beim Wehrbund Ostmark. Er trat zum 1. September 1931 der NSDAP (Mitgliedsnummer 616.820) und 1932 der SA bei. Von der SA wechselte er später zur SS (SS-Nummer 290.907), in der er im Juni 1943 bis zum Obersturmbannführer aufstieg.

## Zweiter Weltkrieg
Während des Angriffs auf die Sowjetunion gehörte Henschke dem Sonderkommando 1b der Einsatzgruppe A an, das an dem Judenmord in der besetzten Sowjetunion beteiligt war.
Ab dem 8. September 1941 leitete Henschke die Staatspolizeistelle Kiel, wo er ab Dezember 1941 die Deportation von Juden aus Kiel mit vorbereitete.
Ab Oktober 1943 war Henschke als Kommandeur der Sicherheitspolizei und des SD (KdS) unter dem Befehlshaber der Sicherheitspolizei und des SD (BdS) Helmut Knochen in Paris eingesetzt. Henschke wurde Knochens Stellvertreter und folgte in dieser Funktion Kurt Lischka nach.
Im Oktober 1944 wurde Henschke zur Staatspolizeileitstelle Düsseldorf versetzt, deren Leiter er bis zum Ende des Zweiten Weltkrieges war.  Während der Ardennenoffensive führte Henschke ein Kommando z. b. V.

## Nachkriegszeit und Prozess
Nach Kriegsende tauchte Henschke mit einem Falschnamen unter. Sein Aufenthaltsort wurde aber am 1. Juni 1948 von Angehörigen der britischen Field Security in Plön ermittelt und Henschke verhaftet. Durch ein britisches Militärgericht wurde Henschke am 20. Oktober 1948 zu zwölf Jahren Haft verurteilt aufgrund seiner Teilnahme an Tötungen „alliierter Staatsangehöriger gegen Kriegsende in der Nähe des Essener Gruga-Parks“. Am 23. September 1955 wurde Henschke aus dem Kriegsverbrechergefängnis Werl entlassen. Da die Entnazifizierungsverfahren 1952 eingestellt wurden, musste sich Henschke einem Verfahren nicht stellen.
Henschke war von 1956 bis zu seinem Ruhestand 1974 bei dem Versicherungskonzern Herbert E. Hofer in Mülheim an der Ruhr tätig. In den frühen 1960er Jahren wurden gegen Henschke Ermittlungen aufgenommen, aufgrund seiner Beteiligung an der Deportation der Kieler Juden. Dieses Ermittlungsverfahren wurde eingestellt. Im September 1986 erhob die Staatsanwaltschaft Hannover Anklage gegen Henschke wegen Beihilfe zum Mord in 10.000 Fällen. Die Anklage basierte auf Henschkes Tätigkeit als stellvertretender BdS und KdS Paris. Durch Henschkes Tod im Jahr 1987 kam es jedoch nicht mehr zum Prozess.